# Myans
Myans ist eine französische Gemeinde mit 1.294 Einwohnern (Stand: 1. Januar 2022) im Département Savoie in der Region Auvergne-Rhône-Alpes. Die Gemeinde gehört zum Arrondissement Chambéry und zum Kanton Montmélian. Die Einwohner werden Myannérains genannt.

## Geographie
Myans liegt etwa zehn Kilometer von Chambéry entfernt und wird umgeben von den Nachbargemeinden La Ravoire im Norden und Nordwesten, Challes-les-Eaux und Saint-Jeoire-Prieuré im Norden und Nordosten, Chignin im Osten, Porte-de-Savoie mit Les Marches im Süden und Südosten, Apremont im Westen sowie Saint-Baldoph im Nordwesten.
Am Ostrand der Gemeinde führt die Autoroute A43 entlang.

## Bevölkerungsentwicklung
| Jahr                       | 1962 | 1968 | 1975 | 1982 | 1990 | 1999 | 2006 | 2017 |
| -------------------------- | ---- | ---- | ---- | ---- | ---- | ---- | ---- | ---- |
| Einwohner                  | 340  | 394  | 541  | 732  | 719  | 730  | 1016 | 1236 |
| Quellen: Cassini und INSEE |      |      |      |      |      |      |      |      |

## Sehenswürdigkeiten
- Wallfahrtskirche Notre-Dame-de-la-Nativité aus dem 11. Jahrhundert

## Weblinks

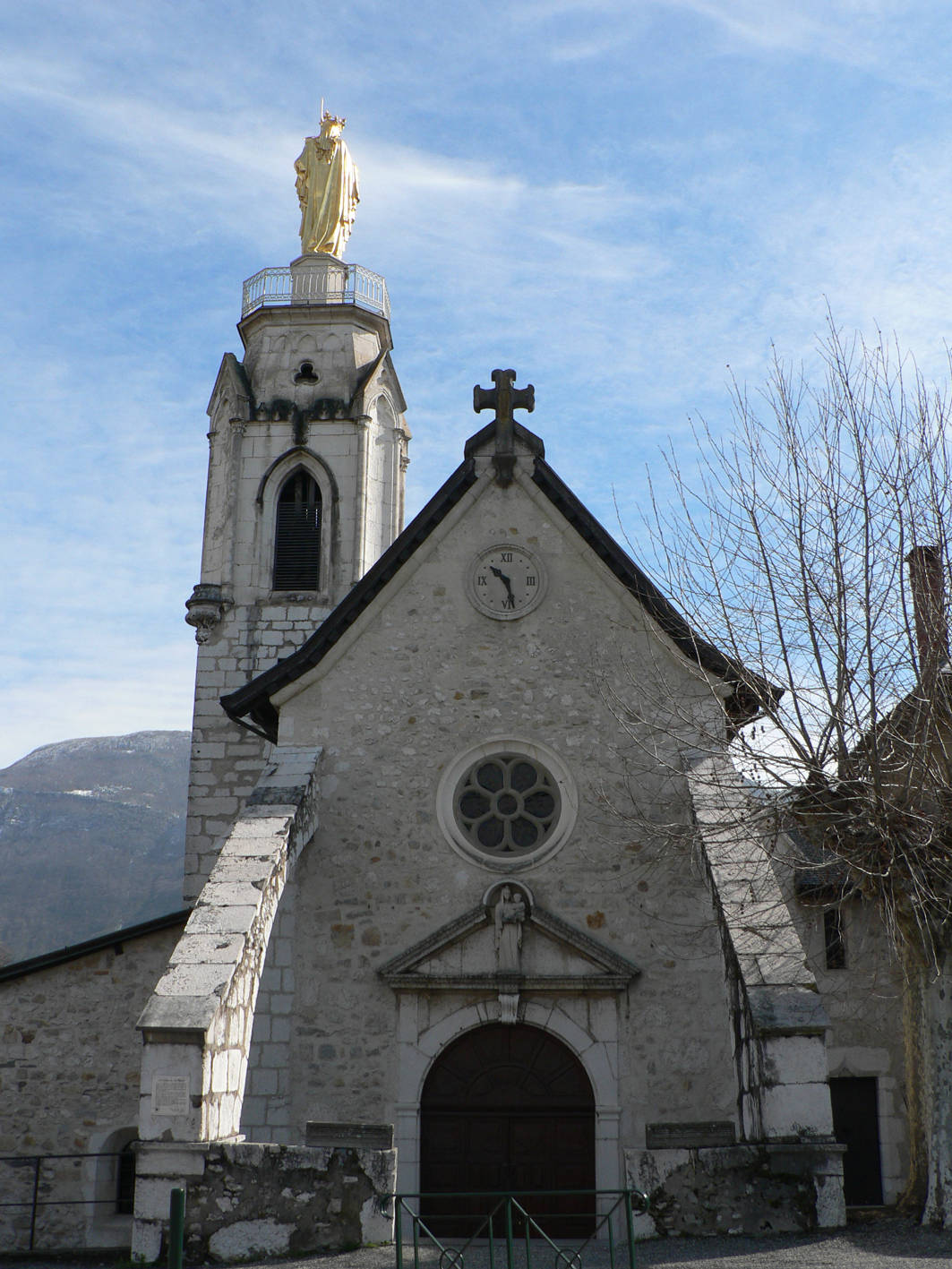
Kirche Notre-Dame